# Lecanographa dimelaenoides
Lecanographa dimelaenoides är en lavart som först beskrevs av Egea & Torrente, och fick sitt nu gällande namn av Egea & Torrente. Lecanographa dimelaenoides ingår i släktet Lecanographa och familjen Roccellaceae.   Inga underarter finns listade i Catalogue of Life.